# Eryk Kosiński
Eryk Kosiński (ur. 21 lipca 1968 w Gnieźnie) – polski prawnik, profesor nauk społecznych w dyscyplinie nauki prawne, specjalista w zakresie prawa energetycznego, finansów, prawa finansowego oraz publicznego prawa gospodarczego, od 2010 profesor nadzwyczajny Uniwersytetu im. Adama Mickiewicza w Poznaniu, od 2021 profesor tytularny. 
Od 2020 kierownik Katedry, obecnie Zakładu Publicznego Prawa Gospodarczego, Wydział Prawa i Administracji UAM w Poznaniu. W latach 2008–2009 Prezes Agencji Mienia Wojskowego. W okresie 2010–2011 zastępca prezydenta Bydgoszczy Rafała Bruskiego. W lutym 2024 pełnił funkcję prezesa PGE. Następnie przewodniczącego rady nadzorczej w PSE.

## Życiorys
Studia prawnicze ukończył w 1994 na Wydziale Prawa i Administracji UAM. Następnie studiował w Budapeszcie na Central European University (1992-1993), gdzie uzyskał tytuł LLM z zakresu porównawczego prawa konstytucyjnego (dyplom CEU i University of the State of New York w Albany, USA). Na tej samej uczelni ukończył w 1997 szkołę letnią na temat teorii prawa i przemian w Europie Wschodniej. Studiował też w USA (Case Western Reserve University w Cleveland oraz Lourdes University w Ohio). W 1995 odbył kurs międzynarodowego prawa handlowego w Hadze. 
W ramach projektu badawczego w latach 1995–1998 współpracował z Centre for Socio-Legal Studies Wolfson College w Oksfordzie oraz z węgierskim Constitutional and Legislative Policy Institute.W 2014 stypendysta Santander Universidades na Wharton School, University of Pennsylvania, Filadelfia, USA.
Stypendysta Fulbrighta w roku akademickim 2023-24 na Rice University, James Baker Institute for Public Policy, Center for Energy Studies, Houston, USA.
W 1998 uzyskał stopień doktorski na podstawie pracy pt. „Prawne instrumenty regulowania deficytu budżetowego na tle porównawczym” (promotorem był Jerzy Małecki). Habilitował się w 2008 na podstawie oceny dorobku naukowego i rozprawy „Rodzaje i zakres sektorowych wyłączeń zastosowania ogólnych reguł ochrony konkurencji”. Tytuł profesorski uzyskał w 2021 r. na podstawie dwóch dzieł: "Prawo energetyczne Ukrainy. Wybór źródeł" (Wydawnictwo Naukowe UAM, Poznań 2018) oraz "Regulacja sektora energetycznego w Unii Europejskiej oraz na Ukrainie. Cele i prawne środki regulacji sektora energetycznego" (Wydawnictwo Naukowe UAM, Poznań 2019). 
Od 1994 pracuje na Wydziale Prawa i Administracji UAM w Zakładzie Publicznego Prawa Gospodarczego. Od 2013 do 2020 rzecznik dyscyplinarny UAM ds. pracowników naukowych. Praktykował jako adwokat (2001-2014), później jako radca prawny (2014-2021). Wykładał m.in. w Reykjavíku, oraz w rosyjskim  Petersburgu, Togliatti i Samarze. Od 2021 r. visiting professor na Charkowskim Narodowym Uniwersytecie Sił Powietrznych im. Iwana Kożeduba w Charkowie (Ukraina). 
Do 2014 wykładał w Wyższej Szkole Pedagogiki i Administracji w Poznaniu.

## Stanowiska i funkcje pozanaukowe
Członek rad nadzorczych szeregu spółek: portu lotniczego Gdańsk im. Lecha Wałęsy (2009–2011), spółki Euro Poznań 2012 (2011–2013), Miejskiego Przedsiębiorstwa Komunikacyjnego w Poznaniu (2013–2014), poznańskiego Zarządu Komunalnych Zasobów Lokalowych (od 2014 przewodniczący), oraz w okresie 2016-2024 Zakładu Komunalnego w Śmiglu Sp. z o.o. (od 2016 przewodniczący). 
Od 2013 członek Wydziału Organizacyjno-Prawnego Wielkopolskiego Związku Piłki Nożnej w Poznaniu, członek Zarządu Oddziału w Poznaniu Polskiego Towarzystwa Ekonomicznego oraz rady Polskiej Fundacji Prawa Konkurencji i Regulacji Sektorowej „Ius Publicum”. W lutym 2024 powołany na członka rady nadzorczej PGE Polska Grupa Energetyczna. Następnie pełnił obowiązki prezesa tej spółki.

## Publikacje
- Procedura budżetowa a deficyt. Zagadnienia prawne na tle porównawczym, wyd. 2001, ISBN 83-7059-510-3.
- Ustawa o ochronie konkurencji i konsumentów. Komentarz (współautor, pod red. T. Skocznego), wyd. 2009 i 2014, ISBN 788325505141.
- Rodzaje i zakres sektorowych wyłączeń zastosowania ogólnych reguł ochrony konkurencji, wyd. 2011, ISBN 978-83-232-1827-2.
- Prawne uwarunkowania konkurencji na rynku gazu (współautor i współredaktor wraz z B. Popowską i P. Lissoniem), wyd. 2015, ISBN 978-83-255-6723-1.
- ponadto glosy do orzeczeń sądów i artykuły publikowane w czasopismach prawniczych, m.in. w „Ruchu Prawniczym, Ekonomicznym i Socjologicznym”[1]

Od 2014 członek rady naukowej czasopisma „Radca Prawny. Zeszyty Naukowe”.